# Strategischer Professional
Strategische Professionals bilden in Deutschland die dritte Qualifikationsebene der IT-Ausbildungen und sind öffentlich-rechtlich anerkannte Abschlüsse einer Aufstiegsfortbildung. Sie stehen somit auf einer Ebene mit dem Geprüften Betriebswirt, den Geprüften Technischen Betriebswirten und den geprüften Berufspädagogen des IHK-Aufstiegsfortbildungssystems. Die Weiterbildungen bereiten auf die Übernahme beruflicher Positionen der oberen Führungsebene vor und verfügen damit gegenüber der Ebene der Operativen Professionals über einen erweiterten Verantwortungsumfang.

## Profilunterschiede
Die Fortbildungsverordnung legt für die Strategischen Professionals zwei Profilausprägungen fest:

### Geprüfter Informatiker (Certified IT Technical Engineer)
Die strategische Handlungskompetenz liegen in den Bereichen Technologie und Entwicklung.

### Geprüfter Wirtschaftsinformatiker (Certified IT Business Engineer)
Die strategische Handlungskompetenz liegen in den Bereichen Marketing, Vertrieb, Finanzwesen und Controlling, sowie Beratung.
Zusätzlich werden in beiden Profilen Kompetenzen vermittelt, die es ermöglichen:
- die IT-Geschäftsfelder eines Unternehmens dauerhaft strategisch am Markt zu positionieren und entsprechend weiterzuentwickeln

- strategische Personalmaßnahmen zu entwickeln und zu entscheiden sowie Führungskräfte zu führen

- strategische Allianzen und Partnerschaften zu schließen

## Zulassungsvoraussetzung
Für den Einstieg in den Bereich der über die IT-Fortbildungsverordnung öffentlich-rechtlich geregelten Weiterbildung zum strategischen Professional gelten folgende Zulassungsvoraussetzungen (vgl. §22 IT-RVO):
- eine mit Erfolg abgelegte Fortbildungsprüfung zum operativen Professional oder

- eine mit Erfolg abgelegte Hochschulprüfung in einem Studiengang, der dem IT-Bereich zugeordnet werden kann, sowie Qualifikationen im Bereich    Mitarbeiterführung und Personalmanagement

sowie
- danach eine mindestens zweijährige Berufspraxis und englische Sprachkenntnisse nachweist.

Abweichend davon kann zur Prüfung auch zugelassen werden, wer durch Vorlage von Zeugnissen oder auf andere Weise glaubhaft macht, dass er/sie Qualifikationen erworben hat, die die Zulassung zur Prüfung rechtfertigen.

## Prüfungsablauf
Die Prüfung gliedert sich in drei Prüfungsteile:
- Projekt- und Geschäftsbeziehungen:

Eine Situationsaufgabe mit 180 min Bearbeitungszeit. Das Thema wird dem Prüfling 14 Tage im Voraus mitgeteilt.
- Strategisches Personalmanagement:

Ein situationsbezogenes Fachgespräch mit den Schwerpunkten Personalplanung- und führung sowie Personalentwicklung und Qualifizierung. Die Dauer beträgt 90–120min, davon 30–60 min Vorbereitungszeit.
- Strategische Prozesse:

Dokumentation eines Business-Case, der zuvor mit dem Prüfungsausschuss beraten wird. Zwischen Beratung und Abgabe liegen maximal 90 Tage. Abschließend folgt die Präsentation mit Fachgespräch zur Dokumentation. Dauer des Fachgespräches liegt bei 90 – 120 min.
Die Prüfung gilt als bestanden, wenn jeder Prüfungsteil mindestens mit der Note „Ausreichend“ abgeschlossen wird.

## Kompetenzniveau
Der Deutsche Qualifikationsrahmen (DQR) ordnet den Strategischen Professional auf EQR-Level 7 ein und bewertet den Abschluss hinsichtlich seines Anspruchsniveaus damit als gleichwertig zum Master und Universitätsdiplom.
Der DQR hat nur orientierenden Charakter und beeinflusst keine Hochschulzugangsregelungen. Exemplarisch bewertet die Universität Oldenburg vergleichbare IHK-Abschlüsse im Verbund mit ihren vorausgesetzten Abschlüssen insgesamt als bis zu dreisemestriges berufsbegleitendes Bachelor-Teilstudium.
Der Strategische Professional (Kammerprüfung) ist in der Soldatenlaufbahnverordnung § 45 Abs. 11 als Zugang zum Offizier Militärfachlicher Dienst berücksichtigt.
Notwendig ist neben dem rechtlich nicht belastbaren DQR eine Zuordnung über das Statistische Bundesamt in ISCED-2011 oberhalb von ISCED 655 (Fachschule/Meister über 880 Std.) nach 657.

## Fortbildung
Der Strategische Professional ist derzeit die oberste Stufe des IHK-Aufstiegsfortbildungssystems und eine Weiterqualifizierung bei der IHK daher derzeit nicht verfügbar. Der deutsche Qualifikationsrahmen sieht ausdrücklich die Kompetenz zur „Entwicklung innovativer Lösungen und Verfahren in einem beruflichen Tätigkeitsfeld“ als Alternative zur Promotion vor und als gleichwertig zu dieser an, die IHKen bieten jedoch im Aufstiegsfortbildungssystem einen solchen „Innovativen Professional“ derzeit nicht an.
Analog zum Operativen Professional hat die politische Gleichwertigkeit zum Master nur eine Auswirkung auf tarifliche Eingruppierungen, die akademische Bewertung (allgemeine Hochschulzugangsberechtigung) ändert sich dadurch nicht. Somit ist eine Bewerbung auf ein Promotionsstudium oder auch in einen Masterstudiengang nicht möglich, sondern nur der Einstieg in ein grundständiges Studium. Eine Anrechnung des strategischen Professional erfolgt dabei individuell durch die Hochschulen und in Abhängigkeit vom gewählten Studiengang.